# Vok
Vok abgeleitet von sorbische Vokan Novák († 968) soll ein sorbischer Fürst der Slavnikiden gewesen sein.
Vok ist der in der Chronica Boemorum des Cosmas von Prag mit seinem Todesdatum belegt, was darauf hindeutet, es sich um eine bedeutende Persönlichkeit gehandelt haben wird. Heute wird vermutet, dass er sowohl mit den Přemysliden als auch mit den Slavnikiden verwandt war, bzw. dass es sogar der Vater des Slavník gewesen sein könnte. Eine zeitgenössische Bestätigung findet sich jedoch nicht.